# Natalja Petrowna Ossipowa

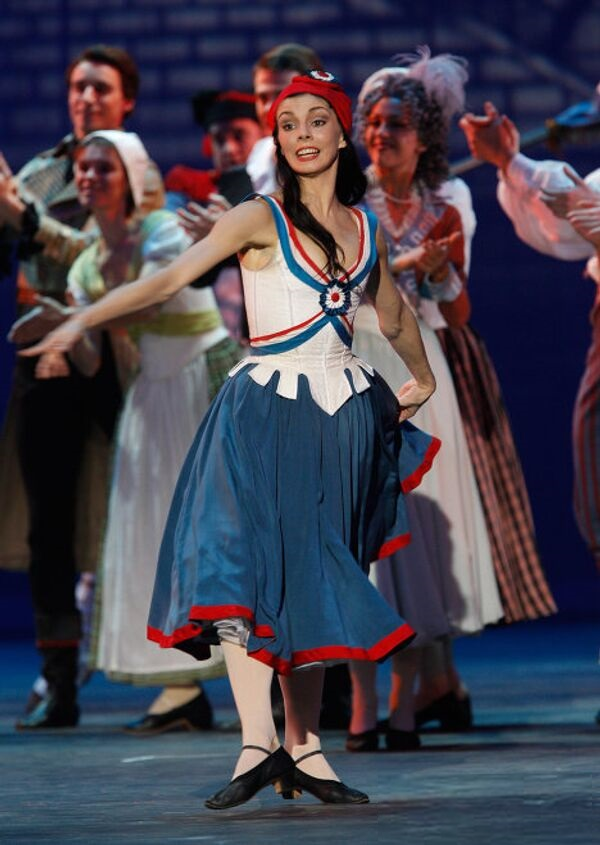
Natalja Petrowna Ossipowa, 2011

Natalja Petrowna Ossipowa (russisch Наталья Петровна Осипова; * 18. Mai 1986 in Moskau) ist eine russische Balletttänzerin.

## Werdegang
Schon vom frühesten Kindesalter an wurde Ossipowa von ihrem Vater trainiert. Ursprünglich strebte sie eine Karriere in der rhythmischen Sportgymnastik an, wendete sich dann aber dem klassischen Ballett zu.
Von 1996 bis 2004 wurde Ossipowa am Choreografischen Institut Moskau ausgebildet, ihre Lehrerinnen waren unter anderem Marina Kotowa und Marina Leonowa. Ein Teil ihrer Ausbildungszeit wurde im Dokumentarfilm Bolschoi Drill wiedergegeben.
Nach ihrem Abschluss trat Ossipowa der Ballettkompanie des Bolschoi-Theaters in Moskau als Tänzerin im Corps de ballet bei. Lange bevor sie offiziell zur Solistin ernannt wurde, brillierte sie in den Hauptrollen der großen Ballettklassiker Don Quixote (als Kitri) und La Bayadère (als Gamzatti). Besonders bekannt ist sie für ihre hohen Sprünge und die Vitalität ihrer Interpretationen.
Seit 2009 tritt sie auch als Gasttänzerin beim American Ballet Theatre auf. 2012 wechselte sie als Führende Tänzerin (Principal Dancer) zum Michailowsky Ballett in St. Petersburg. Ende Mai 2013 gab sie bekannt, dass sie als Principal Dancer dem Royal Ballet in London beitreten und gleichzeitig das Michailowsky verlassen würde.

## Preise und Ehrungen
- April 2003: Internationaler Ballettwettbewerb Luxemburg (Grand Prix)
- Juni 2005: 10. Internationaler Ballettwettbewerb Moskau (Bronze in der Kategorie Duett)
- 2007: Ballet magazine Moskau (Rising Star-Preis)
- 2007: Ballet-Tanz Deutschland („Tänzerin des Jahres“)
- Januar 2008: UK National Dance Awards 2007 (Richard Sherrington Preis für die beste Tänzerin)
- April 2009: Goldene Maske (Spezialpreis der Jury für La Sylphide mit Wjatcheslaw Lopatin)
- Juni 2009: Prix Benois de la Danse („Ballerina des Jahres“)